# Крстович, Миодраг
Миодраг «Мики» Крстович (серб. Миодраг „Мики” Крстовић; род. 10 мая 1950, Белград) — югославский, впоследствии сербский актёр театра, кино и телевидения.

## Биография
Миодраг Крстович родился в Белграде 10 мая 1950 года. Изучал актёрское мастерство на факультете драматического искусства в университете искусств Белграда в классе профессора Миленко Маричича.
Дебютировав в 1976 году, Крстович снимался в основном в кинофильмах, путь в театр ему открыл режиссёр Бранислав Кичич, предложив ему роль в своей пьесе «Любовное письмо», которую актёр исполнил в 1994 году на сцене столичного театра Ателье 212.

## Фильмография
| Год       |   | Русское название                        | Оригинальное название                | Роль                                  |
| --------- | - | --------------------------------------- | ------------------------------------ | ------------------------------------- |
| 1976      | ф | Вершины Зелёной горы                    | Врхови Зеленгоре                     | Радица, партизан                      |
| 1978      | ф | Битва за южную железную дорогу          | Двобој за јужну пругу                | Люба Попович, пулемётчик              |
| 1978      | ф | Невесты приходят                        | Невјесте долазе                      | Мартин, главный герой                 |
| 1980      | ф | Мечты, жизнь и смерть Филипа Филиповича | Снови, живот, смрт Филипа Филиповића | Никола Ковачевич, революционер        |
| 1981      | ф | Поезд на Кралево                        | Краљевски воз                        | специальный агент Гестапо             |
| 1983      | ф | Игманский марш                          | Игмански марш                        | Джура Мештерович, хирург              |
| 1986      | ф | Красота порока                          | Лепота порока                        | неверный муж                          |
| 1994      | ф | Ни на небе, ни на земле                 | Ни на небу, ни на земљи              | вампир                                |
| 1998      | ф | Спаситель                               | Savior                               | отец Веры                             |
| 2002      | ф | Мёртвый и холодный                      | Мртав ’ладан                         | отец главных героев                   |
| 2002      | ф | Синдром Т.Т.                            | Т.Т. Синдром                         | рассказчик                            |
| 2003      | ф | Профессионал                            | Професионалац                        | Йован Петрович, агент госбезопасности |
| 2007      | ф | Четвёртый человек                       | Четврти човек                        | доктор                                |
| 2009      | ф | Святой Георгий убивает змия             | Свети Георгије убива аждаху          | майор                                 |
| 2009      | ф | Зона мёртвых                            | Zone of the Dead                     | инспектор Драган Белич                |
| 2012      | ф | Доктор Рей и дьяволы                    | Доктор Реј и ђаволи                  | Товарищ Бранко                        |
| 2012      | ф | Улица повстанцев                        | Устаничка улица                      | мастер-ювелир                         |
| 2013      | ф | Фальсификатор                           | Фалсификатор                         | инспектор на рынке                    |
| 2014      | ф | Мамула                                  | Мамула                               | старый рыбак                          |
| 2014      | ф | Дурацкое дело нехитрое                  | Kraftidioten                         | Драгомир Богданович, сербский мафиози |
| 2017—2020 | с | Военная академия                        | Војна академија                      | Тими Янкович, отец Боголюба           |